# Piss Up a Rope
Piss Up a Rope är en låt av det amerikanska alternativ rock-bandet Ween. Låten släpptes som den första  singeln från albumet 12 Golden Country Greats släppt 1996. Singeln nådde nummer 116 på topplistan i England.
Enligt Dean Ween är "Piss Up a Rope" ett roligt uttryck som han fick från sin pappa. Dean Ween är även låtens sångare.
Bandet har spelat låten live 40 gånger.
Enligt Stephen Thomas Erlewine från AllMusic är "Piss Up a Rope" en av albumets bästa låtar.